# Острая Косьва
Острая Косьва — гора в Конжаковско-Серебрянском массиве, в 3,7 километрах на юго-запад от вершины горы Конжаковский Камень. Шестая по высоте в Свердловской области. Крайняя на юго-западе вершина массива с характерной формой конуса. Покрыта лесом, выше 800 метров каменные россыпи и скальные выходы. Категория сложности — 1А.